# Eochaid Airem
Eochaid Airem ['eoxiðʼ 'arʼev] („Eochaid der Pflüger“)  ist der Name einer Sagengestalt aus dem Ulster-Zyklus der keltischen Mythologie Irlands. Er ist in der Erzählung Tochmarc Étaíne („Das Werben um Étaín“) der König von Ulster, seine Brüder sind Ailill Anguba und sein Vorgänger als König Eochaid Fedlech („Eochaid der Langlebige“), der als Vater der Königin Medb von Connacht gilt. 
Nachdem die schöne Étaín von Fuamnach, der Gattin Midirs, aus Eifersucht in verschiedene Tiere und schließlich in ein Luftwesen verhext wird, wird sie von der Gattin des Kriegers Étar verschluckt und sodann neugeboren. König Eochaid Airem verliebt sich in diese neue Étaín und nimmt sie zur Frau. Da aber Midir Étaín noch immer begehrt, sucht er sie und findet sie bei Eochaid. Nun bewirkt er durch einen Zauber, dass sich Eochaids Bruder Ailill unsterblich in Étaín verliebt, aber diese bleibt Eochaid treu. Da also dieser Plan fehlschlägt, fordert Midir Eochaid zu einem fidchell-Spiel heraus – der Preis soll der Besitz Étaíns sein. Midir gelingt es, Eochaid zu schlagen und Étaín in Schwanengestalt zu entführen. 
Auf der Suche nach Étaín lässt Eochaid von seinen Kriegern alle síde („Elfenhügel“) seines Reiches aufgraben, da er richtigerweise vermutet, Midir habe sich mit Étaín dort verborgen. Schließlich findet er die beiden, doch Midir präsentiert ihm 50 Frauen zur Wahl, die alle genau wie Étaín aussehen. Eochaid entscheidet sich für diejenige, die er für seine Gattin hält, aber diese ist seine eigene, mit Étaín gezeugte Tochter Ésa. Erst nachdem er sie mitgenommen und mit ihr geschlafen hat, verrät Midir dem entsetzten Eochaid, wen er da schwängerte. Dieser verstößt daraufhin Ésa und will das Neugeborene ermorden lassen. Ein Schäfer rettet die beiden und zieht das Kind auf – es wird der berühmte Hochkönig Conaire Mór.
In der Erzählung Togail Bruidne Da Derga („Die Zerstörung der Halle Da Dergas“) ist Hochkönig Etarscél, der Schwiegersohn Eochaids, der Vater Conaire Mórs, den er mit seiner Gattin Mes Buachalla zeugt.